# Rheinischer Vielleger
| Rheinischer Vielleger | Rheinischer Vielleger           |
| Bild gesucht          | Bild gesucht                    |
| Bestand: ausgestorben | Bestand: ausgestorben           |
| --------------------- | ------------------------------- |
| Herkunft              | Region Niederrhein, Deutschland |
|                       |                                 |
| Liste von Gänserassen |                                 |

Der Rheinische Vielleger war eine vor allem in der Region Niederrhein verbreitete Hausgänse-Rasse.
Diese Legegans wurde am Niederrhein zwischen Kleve und Krefeld, Heinsberg und Wesel zur Konsum-Eier-Produktion genutzt. Zur Steigerung der Legeleistung durch gezielte Auswahl der Zuchttiere wurde von 1941 bis 1965 oder 1970 ein Herdbuch geführt. Die höchste im Herdbuch dokumentierte Legeleistung einer Gans aus den 1950er Jahren beträgt 126 Eier in 265 Tagen. Nach Aufgabe der Zucht wurden die Tierbestände nach Ungarn und Frankreich verkauft. Die Rasse gilt heute als ausgestorben.
Rheinische Gänse werden heute noch in Frankreich, Italien, Ungarn und den USA zur Erhaltung der Rassemerkmale gehalten.